# 아마군

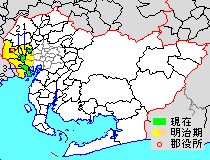
아이치현 아마군의 범위(1.오하루정 2.가니에정 3.도빗마촌)

아마군(일본어: 海部郡, あまぐん)은 일본 아이치현(오와리국)의 군이다. 나고야시의 서쪽에 접한다.
인구 74,022명, 면적 40.1km², 인구밀도 1,846명/km².(2025년 2월 1일, 추계인구)
이하 2정 1촌으로 구성된다.
- 오하루정(大治町)
- 가니에정(蟹江町)
- 도비시마촌(飛島村)

## 군역
1913년 행정 구역으로 발족 당시의 군역은 위의 2정 1촌 외에 아래의 구역에 해당한다.
- 쓰시마시·아이사이시·야토미시·아마시 전역
- 나고야시의 일부(나카가와구·미나토구의 각 일부
- 기요스시의 일부

## 역사
- 1913년 7월 1일 - 가이토군·가이사이군의 구역으로 발족. 아래의 정촌이 소속됨.(3정 16촌)
  - 구 가이토군(2정 10촌) - 쓰시마정(津島町)(현 쓰시마시), 가니에정(蟹江町)(현존), 사야촌(佐屋村)(현 아이사이시), 에이와촌(永和村)(현 쓰시마시, 아이사이시, 야토미시, 가니에정), 가모리촌(神守村)(현 쓰시마시), 미와촌(美和村), 싯포촌(七宝村)(현 아마시), 난요촌(南陽村), 도미다촌(富田村)(현 나고야시), 오하루촌(大治村)(현 오하루정), 지모쿠지촌(甚目寺村)(현 아마시), 사오리촌(佐織村)(현 아이사이시)
  - 구 가이사이군(1정 6촌) - 하치카이촌(八開村), 다쓰타촌(立田村)(현 아이사이시), 이치에촌(市江村)(현 아이사이시, 야토미시), 야토미정(弥富町), 주시야마촌(十四山村)(현 야토미시), 도비시마촌(飛島村)(현존), 나베타촌(鍋田村)(현 야토미시)
- 1925년 4월 1일 - 사오리촌의 일부가 쓰시마정에 편입.
- 1932년 8월 1일 - 지모쿠지촌이 정제 시행으로 지모쿠지정(甚目寺町)이 됨.(4정 15촌)
- 1939년 11월 3일 - 사오리촌이 정제 시행으로 사오리정(佐織町)이 됨.(5정 14촌)
- 1943년 1월 1일 - 지모쿠지정의 일부가 니시카스가이군 기요스정에 편입.
- 1944년 2월 11일 - 도미다촌이 정제 시행으로 도미다정(富田町)이 됨.(6정 13촌)
- 1947년 3월 1일 - 쓰시마정이 시제 시행으로 쓰시마시(津島市)가 되어, 군에서 이탈.(5정 13촌)
- 1949년 6월 1일 - 난요촌이 정제 시행으로 난요정(南陽町)이 됨.(6정 12촌)
- 1955년
  - 1월 1일 - 가모리촌이 쓰시마시에 편입.(6정 11촌)
  - 4월 1일(7정 8촌)
    - 사야촌 및 이치에촌의 일부가 합병하여, 사야정(佐屋町)이 발족.
    - 야토미정·나베타촌·이치에촌의 잔여부가 합병하여, 새로이 야토미정이 발족.

  - 10월 1일 - 난요정·도미다정이 나고야시에 편입.(5정 8촌)
- 1956년 4월 1일 - 에이와촌이 분할되어, 일부가 쓰시마시, 일부가 사야정, 잔여부가 주시야마촌과 가니에정에 각각 편입.(5정 7촌)
- 1958년 1월 1일 - 미와촌이 정제 시행으로 미와정(美和町)이 됨.(6정 6촌)
- 1966년 4월 1일 - 삿포촌이 정제 시행으로 싯포정(七宝町)이 됨.(7정 5촌)
- 1975년 4월 1일 - 오하루촌이 정제 시행으로 오하루정(大治町)이 됨.(8정 4촌)
- 2005년 4월 1일 - 사야정·다쓰타촌·하치카이촌·사오리정이 합병하여, 아이사이시(愛西市)가 발족, 군에서 이탈.(6정 2촌)
- 2006년 4월 1일 - 야토미정이 주시야마촌을 편입한 후 시제 시행으로 야토미시(弥富市)가 되어, 군에서 이탈.(5정 1촌)
- 2010년 3월 22일 - 싯포정·미와정·지모쿠지정이 합병하여, 아마시(あま市)가 발족, 군에서 이탈.(2정 1촌)

## 참고 문헌
- 《가도카와 일본 지명 대사전》 편집위원회, 편집. (1989년 3월 8일). 《가도카와 일본 지명 대사전》. 23 아이치현. 가도카와 쇼텐. ISBN 4040012305.